# إيلي ميتكالف بروس
إيلي ميتكالف بروس هو فاعل خير وسياسي أمريكي، ولد في 22 فبراير 1828 في مقاطعة فليمنغ في الولايات المتحدة، وتوفي في 15 ديسمبر 1866 في نيويورك في الولايات المتحدة.